# Memorial Rondon
O Memorial Rondon é um memorial situado em Mimoso, distrito de Santo Antônio de Leverger, município a 35 km de Cuiabá, construído para homenagear o marechal Cândido Mariano da Silva Rondon.

## Histórico
O projeto foi criado em 1997 e fazia parte dos 10 projetos em comemoração aos 500 anos de descobrimento do Brasil.  O Complexo Turístico e Histórico de Mimoso, nome oficial, também foi idealizado para comemorar os 150 anos de nascimento do marechal Rondon. Tem como referências a sustentabilidade e a cultura indígena.